# Lake Elmo
Lake Elmo – miasto w Stanach Zjednoczonych, w stanie Minnesota, w hrabstwie Washington.